# دارن استار
دارن استار (انگلیسی: Darren Star؛ زادهٔ ۲۵ ژوئیهٔ ۱۹۶۱) فیلم‌نامه‌نویس تهیه‌کننده و کارگردان اهل ایالات متحده آمریکا است.
از فیلم‌ها یا برنامه‌های تلویزیونی که وی در آن نقش داشته‌است می‌توان به بورلی هیلز، ۹۰۲۱۰ اشاره کرد.
تازه‌ترین اثری که استار تهیه‌کننده آن بوده، برنامه تلویزیونی GCB است که در سال ۲۰۱۲ ساخته شده است.